# 費爾班克火車搶劫案
費爾班克火車搶劫案是發生於1900年2月15日晚上的一件火車搶劫案。一些劫匪試圖在亞利桑那領地費爾班克鎮搶劫富國銀行集團的貨車，但被保安官傑夫·米爾頓成功阻止，並於交火過程中射傷劫匪“三指傑克”鄧祿普（四天後傷重不治）。這起火車搶劫案特別在於它是在公眾場合執行的，而非人煙罕見之處，它也是美國舊西部時期最後一次火車搶劫案。

## 背景

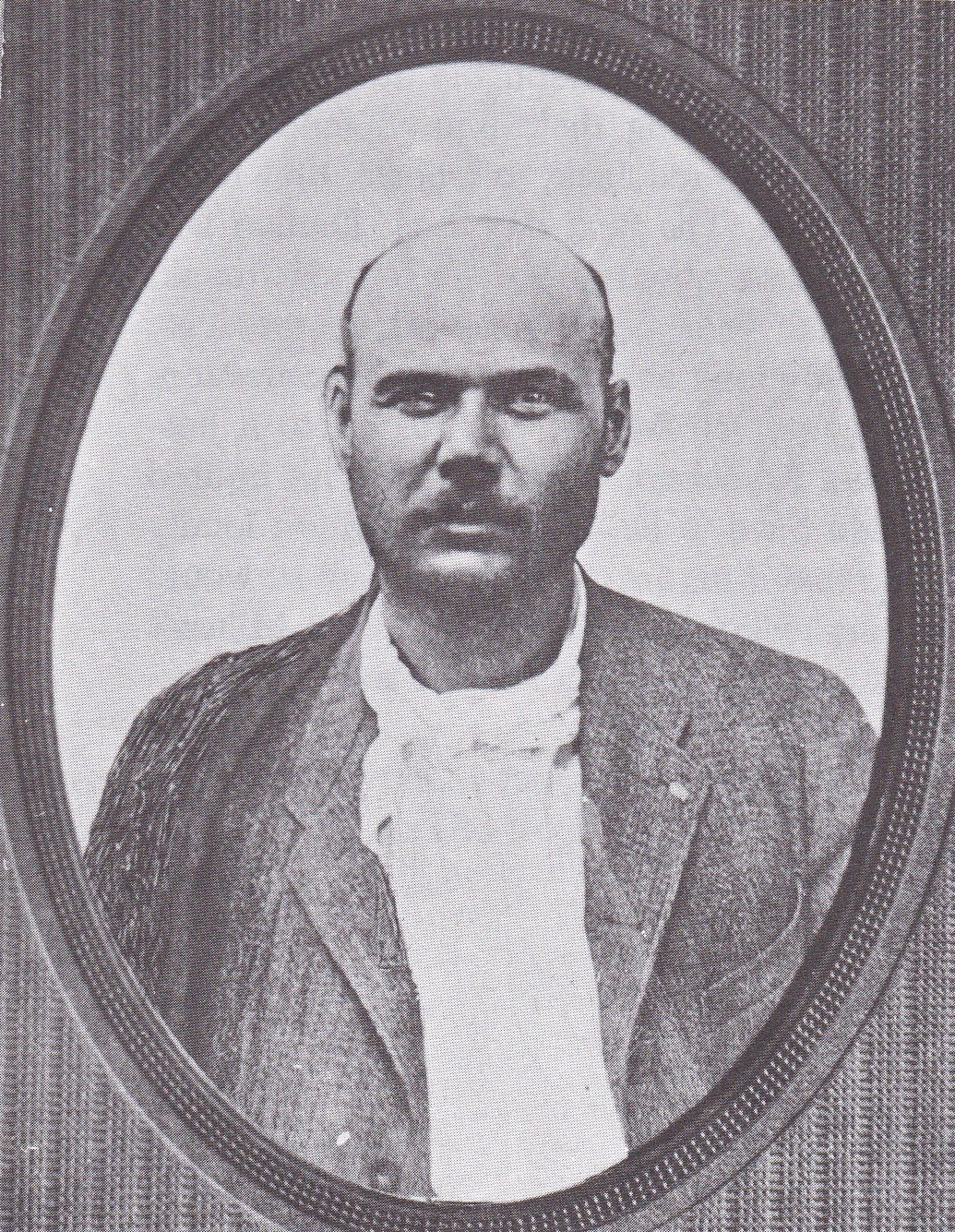
伯爾特·阿爾沃德

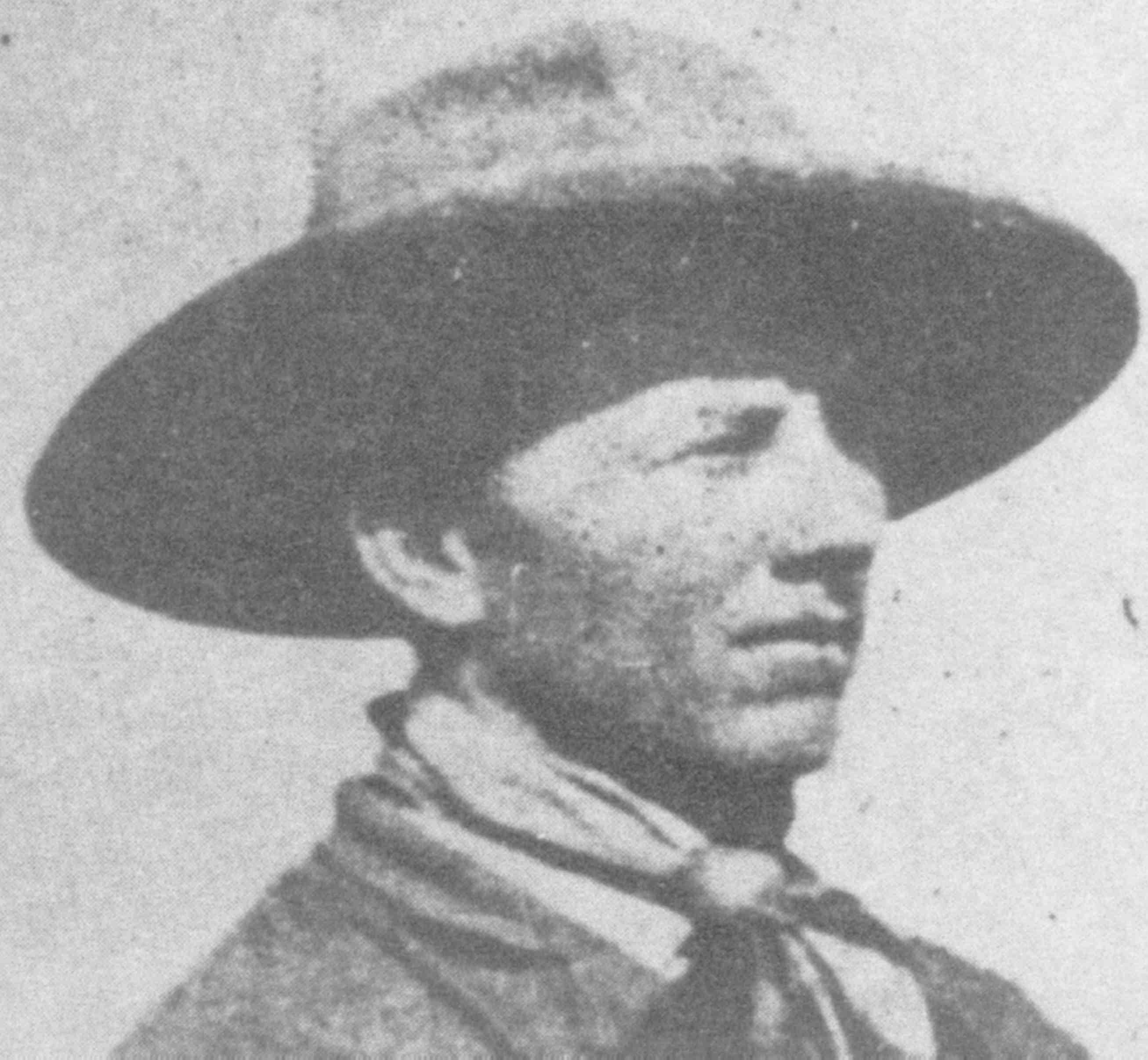
比利·施泰爾斯

1890年代，伯爾特·阿爾沃德與比利·施泰爾斯在威爾科克斯擔任副警長。由於薪資很低，他們倆開始結夥搶劫南太平洋運輸公司的火車，他們成功的隱瞞這種行為並持續了一段時間。
當時亞利桑那的火車搶劫十分盛行，雖然在1889年通過了火車搶劫可處以死刑的法案，但在1889－1899年這十年間卻從未對火車搶匪真正執行過死刑。其中一件最大膽的火車搶劫案為1899年9月9日阿爾沃德及同夥們於科奇斯縣犯下的火車搶劫案：劫匪們搶劫了一列停在科奇斯縣的列車，在用槍械威脅列車人員離開列車後，他們使用炸藥炸開保險箱，劫走了價值數千元的黃金及有價債券，隨後逃逸進入奇里卡瓦山區。治安官隨後展開了追補行動，但以失敗告終。
科奇斯縣火車搶案跟費爾班克火車搶劫案一樣，都是在公眾場合進行；但科奇斯縣火車搶案發生時間是在半夜，而且雙方並未交火。一般火車搶匪喜歡在人煙罕至的地方搶劫火車，以便搶劫後有足夠的時間逃逸。阿爾沃德與施泰爾斯不這麼想，他們認為在城鎮中搶劫火車會更容易，理由是城鎮的人群可以提供人肉盾牌的效果，於是他們計畫搶劫停在費爾班克的富國銀行集團貨車。阿爾沃德期待它會運送駐紮在附近華楚卡堡的士兵薪水。
該列車從諾加利斯駛往本森，途中在墓碑鎮附近的費爾班克卸貨。阿爾沃德與施泰爾斯知道傑夫·米爾頓為南太平洋運輸公司護送列車，因此他們選了一個米爾頓不當班的日子，並找了五名劫匪準備進行搶劫。而他們兩人自己則仍維持著表面上副警長的工作。

## 搶劫過程
搶劫的日子選定為1900年2月15日，五名劫匪分別是是鮑勃·布朗（Bob Brown），又名伯恩斯（Berns），“Bravo Juan”湯姆·約亞斯（Tom Yoas），喬治（George）和路易斯·歐文斯（Louis Owens）兄弟，以及“三指傑克”鄧祿普。 當他們到達城鎮時，他們假裝是醉酒的牛仔並混入人群中。
搶劫開始的過程記載有些許爭議。在比爾·歐尼爾的《西部槍手百科》（Encyclopedia of Western Gunfighters）中描述，當列車接近費爾班克時，傑夫·米爾頓站在敞開的車門邊，而劫匪從車站開槍打傷了他。而在羅伯特·M·帕特森（Robert M. Patterson）的書中則記載列車完全停下後，劫匪才靠近列車，並高喊「手舉起來！」，並未一開始就直接開火。
起初米爾頓認為要他舉起手的喊叫是個惡作劇，但當劫匪徒第二次喊出「手舉起來！」並開火擊落他的帽子時，他很快就了解到遇到搶劫了。米爾頓本應不在這班列車上，他是幫朋友代班。他把左輪手槍放在車內的桌子上，而他的削短型霰彈槍則在觸手可及之處。但米爾頓猶豫不決，因為如果使用霰彈槍反擊將可能誤傷城鎮中的無辜群眾。此時劫匪們再次開火，其中一槍擊中了米爾頓的左肩。米爾頓重傷倒地但仍設法抓住他的霰彈槍，並及時對著正進入火車的鄧祿普開槍。11個彈丸擊中了鄧祿普身體，最後一顆彈丸擊中了約亞斯的大腿或後部。
在最初的交火之後，布朗和歐文斯兄弟持續向列車開火，而約亞斯跑去騎馬。為了躲避子彈，米爾頓躲到金屬門後並用力關上它，順勢躲掉了一輪劫匪的齊射。然後他用了一個臨時的止血帶幫自己止血，並將保險箱的鑰匙藏在一些行李箱的後面，隨後昏死過去。
當匪徒登上火車時，他們認為米爾頓已經死了。但由於米爾頓把保險箱鑰匙藏了起來，而劫匪又沒有事先準備炸藥，無法打開保險箱，劫匪們只能將受傷的鄧祿普放在他的馬上並逃出費爾班克。根據詹姆斯·麥克林托克（James H. McClintock）的說法，劫匪只搶到了17個墨西哥披索。

## 後續影響
劫匪們逃往龍騎兵山脈，但是在離墓碑鎮六英里的地方，鄧祿普因為傷勢嚴重無法繼續逃亡，劫匪們於是放下他並給他一瓶威士忌。警長史考特（Scott）指揮了這次的追補行動，並在第二天早上發現了鄧祿普，幾天後，警方在龍騎兵山脈中逮捕了伯恩斯和歐文斯兄弟。鄧祿普後來在墓碑鎮醫院死亡，死前透露了阿爾沃德和當地一位名叫威廉·唐寧（William Downing）的牧牛人參與了科奇斯縣火車搶案。鄧祿普是最後被埋葬在布特山墓地的罪犯之一。
最初，警方認為鄧祿普聲稱阿爾沃德參與了科奇斯縣火車搶案是假情報，因為他是“最吵鬧，最愛搞事的罪犯”之一。但隨後比利·施泰爾斯自首並坦承他和一個名叫麥特·柏特斯（Matt Burts）的男子參與了科奇斯縣火車搶案，但阿爾沃德和唐寧策劃了搶劫並提供了炸藥。施泰爾斯說他只分到了480美元，因為對贓款分配不均不滿而自首供出一切。根據麥克林托克的說法，警察將施泰爾斯轉為污點證人，所以他沒有被關進監獄，並獲得了一定的自由。這後來證明是個錯誤。
隨後阿爾沃德、唐寧及柏特斯被捕，並關押在墓碑鎮的監獄中；在卡納內阿被捕的約亞斯也被關在一起。他們並沒有在監獄裡待上很長的時間。1900年4月7日，施泰爾斯持槍闖進監獄，射傷了警衛喬治·布列文（George Bravin）的腳，並放走了阿爾沃德和約亞斯。唐寧拒絕離開他的牢房，而柏特斯則與一名副警長在其他地方，不在監獄內。其他三名男子拿走了他們能找到的所有武器，然後騎上偷來的馬匹逃往沙漠，留下了唐寧和柏特斯。
劫匪隨後前往阿爾沃德妻子的家，並宣布他們打算再搶幾列火車。與此同時，當地警察和領土官員正在忙著批准各種懸賞金來逮捕匪徒。私營企業也提供了支援：卡納內阿銅礦場主人威廉·康乃爾·格林提供了10,000美元懸賞給逮捕阿爾沃德或施泰爾斯的人。
各種高額懸賞未能達成效果，施泰爾斯持續逃亡了兩年，最後於1902年投降並加入伯頓·C·莫斯曼指揮的亞利桑那遊騎兵。但沒過多久施泰爾斯再次逃亡並重新與阿爾沃德會合。最後，亞利桑那遊騎兵進入墨西哥，並在1904年2月在納科附近的槍戰中成功地擊敗了阿爾沃德與施泰爾斯。阿爾沃德被捕但施泰爾斯再次成功逃脫。施泰爾斯隨後化名威廉·拉金（William Larkin）並在內華達州擔任保安官，之後於執勤中遭歹徒殺害，到死後才被發現真實身份。

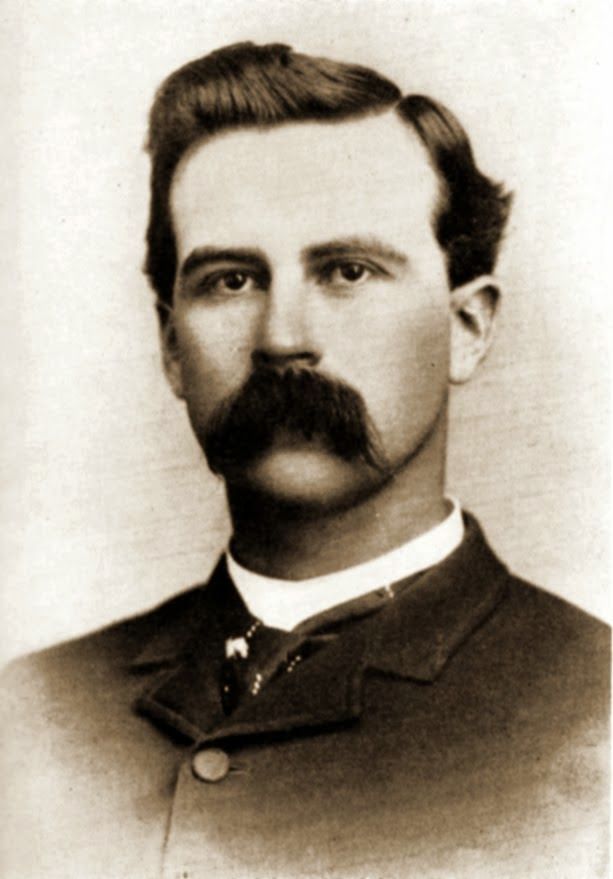
傑夫·米爾頓

因為阿爾沃德在當局中很受歡迎，因此阿爾沃德並未被以最高可處死刑的火車搶劫罪起訴，而是被指控“干擾美國郵件”。審判結束後阿爾沃德被關押在尤馬監獄，到1906年才被釋放。隨後阿爾沃德前往中美洲，他最後一次被看到是1910年在巴拿馬運河工作。威廉·唐寧也得到了類似的待遇。因為他是一名著名的牧牛人，以及貝斯幫的前成員，唐寧也沒有以搶劫火車罪起訴，但因他另外涉及其他犯罪被起訴，使他最後在尤馬監獄服刑七年。在他被釋放後不久被亞利桑那遊騎兵比利·斯皮德（Billy Speed）射殺。
傑夫·米爾頓因阻止了費爾班克火車搶劫案而受到很多讚譽。儘管在劫案中的槍傷癱瘓他的左手臂，米爾頓仍繼續擔任保安官。他於1947年在墓碑鎮去世。
1961年，費爾班克火車站搬到附近的墓碑鎮並進行了修復。它現在被當成圖書館，向大眾開放。 